# Fontaine de Saint-Flour (Cantal)
La fontaine rue des Lacs et rue Marchande est une fontaine située à Saint-Flour, dans le département du Cantal.

## Histoire
Érigée en 1790, cette fontaine circulaire présente un déversoir formé d'un motif ornemental en pierre sculptée, illustrant un vase placé sur un socle. L'eau jaillit de la bouche d'un masque situé sur la partie renflée.

## Protection
La fontaine est inscrite au titre des monuments historiques par arrêté du 14 octobre 1946.